# Taiyo & Ciscomoon 1
『Taiyo & Ciscomoon 1』（タイヨウ アンド シスコムーン いち）は、太陽とシスコムーンの1枚目のアルバム。1999年10月27日発売。

## 収録曲
1. Introduction
2. 月と太陽
1stシングル
3. ガタメキラ
2ndシングル
4. Interlude1 〜Breath〜
5. Be Cool Down
6. Hey You!
7. Interlude2 〜Soul Train〜
8. Magic of Love
5thシングル
9. 沈黙
10. 宇宙でLa Ta Ta
3rdシングル
11. Interlude3 〜我想〜
12. Sunrise それでも陽は昇る
13. Everyday Everywhere
4thシングル
14. ENDLESS LOVE 〜I Love You More〜
15. Finale

作詞・作曲：つんく(2,3、5,6、8-10、12-14)
編曲：小西貴雄&下町兄弟(2)、松原憲(3,14)、BYE Ⅱ 3(5)、下町兄弟(6)、村山晋一郎(8,13)、鈴木俊介(9)、河野伸(10)、U.M.E.D.Y(12)

## カバー
ENDLESS LOVE 〜I Love You More〜
- ℃-ute - アルバム『キューティークイーン VOL.1』（2006年10月25日発売）に収録。